# Pagamea dudleyi
Pagamea dudleyi är en måreväxtart som beskrevs av Julian Alfred Steyermark. Pagamea dudleyi ingår i släktet Pagamea och familjen måreväxter.
Artens utbredningsområde är Peru. Inga underarter finns listade i Catalogue of Life.